# Будьонівський проспект (Ростов-на-Дону)
Будьонівський проспект (рос. Будёновский проспект)  — один з центральних проспектів міста Ростова-на-Дону; перетинає вулицю Велику Садову, проходить паралельно Ворошиловському проспекту.
Раніше називався Таганрозький проспект.

## Історія
Проспект названий на честь Семена Михайловича Будьонного — радянського воєначальника, державного і партійного діяча.
В Громадянську війну Будьонний був одним з командирів Першої Кінної армії, у складі якої використовувалися така бойова техніка, як тачанка. На будинку № 32, що знаходиться на перетині з вулицею Великій Садовій, знаходиться барельєф, присвячений тачанці.

## Географія
Номери будинків збільшуються з півдня на північ.
На проспекті знаходяться:
- Ростовський державний цирк, Будьонівський 45;
- Будівля Ростовського філії «ВАТ Ростелеком», Будьонівський 50;
- Консульство Південної Кореї, Будьонівський 60, 7 поверх;
- Торгове представництво Угорщини, Будьонівський 60, 11 поверх.

На перетині з Великій Садовій вулицею знаходиться ЦУМ і «Макдональдс».